# マリカ・グリーン
マリカ・グリーン（Marika Green、1943年6月21日 - ）は、フランスの女優。

## 経歴
グリーンは、ストックホルム県ストックホルムのセーデルマルムで、フランス人の母ジャンヌ・グレーン＝ル・フレム (Jeanne Green-Le Flem) とスウェーデン人ジャーナリストの父レナート・グレーン (Lennart Green) の間に生まれた。父方の祖母は、写真家のミア・グレーンで、母方の祖父はフランスの作曲家で音楽評論家でもあったポール・ル・フレムである。1953年にスウェーデンを離れてフランスへ移り住んだ。16歳のときに、ロベール・ブレッソン監督の映画『スリ〈掏摸〉』の主演女優を務めた。
彼女はエヴァ・グリーンの伯母であり、その母で女優のマルレーヌ・ジョベールの夫であるワルター・グレーン (Walter Green) の姉である。グリーンの夫は、ミヒャエル・ハネケ監督と組むことの多いオーストリア人の撮影監督クリスティアン・ベルガーである。

## 出演作品
- テレビドラマ
  - 怪盗紳士アルセーヌ・ルパン／謎の家
- 映画
  - スリ（ジャンヌ）
  - 雨の訪問者（タニアの店のホステス）
  - エマニエル夫人（ビー）
  - 9月まで抱きしめて（銀行員）